# Nasalhelm
Der Nasalhelm war ein mittelalterlicher Helmtypus, der sich aus den konischen Spangenhelmen und Bügelhelmen entwickelt hatte. Die nur in wenigen Originalexemplaren erhaltene Helmform erscheint besonders im 11./12. Jahrhundert auf zahlreichen Bildquellen, wurde allerdings noch bis ins ausgehende 13. Jahrhundert verwendet.

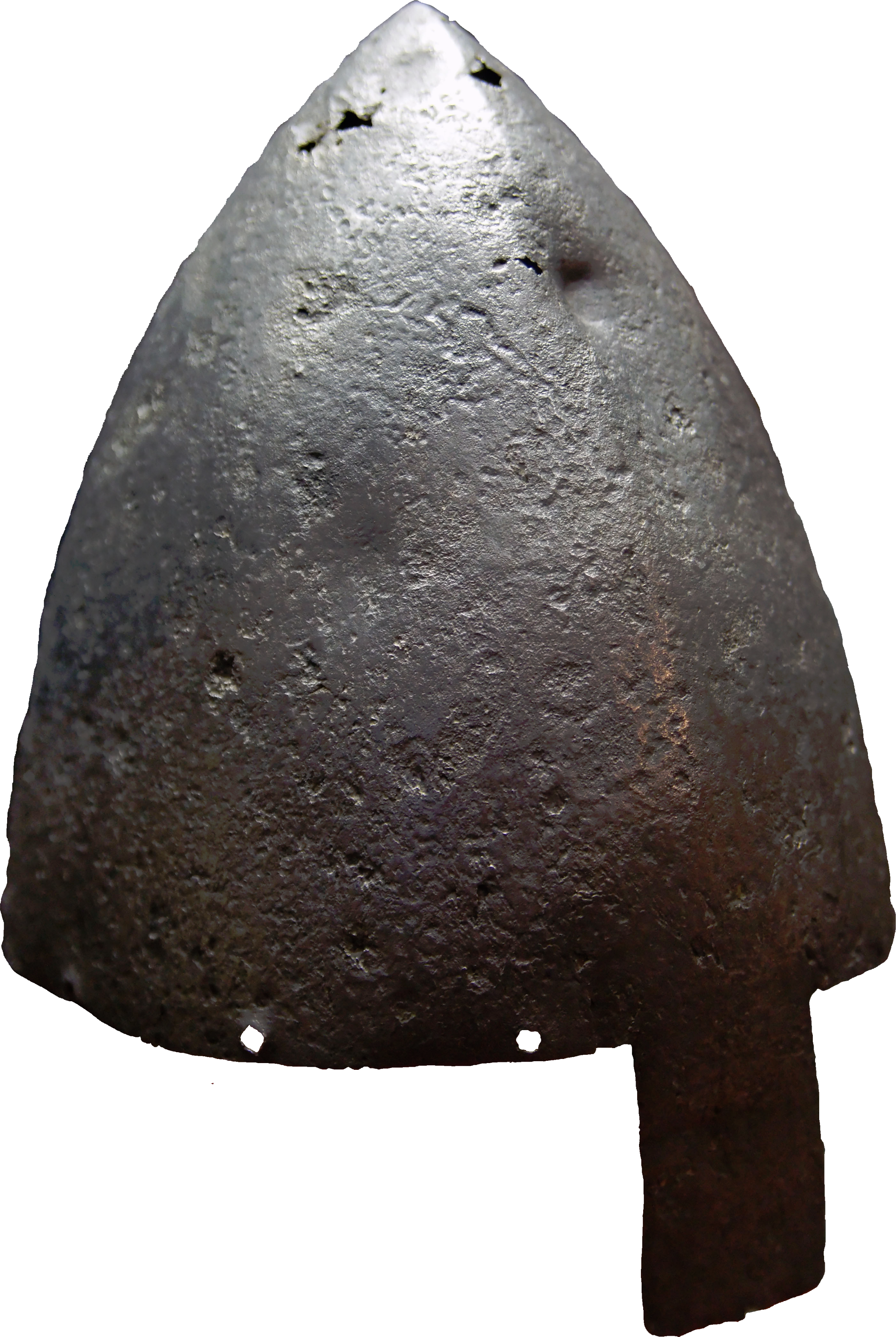
Der Nasalhelm aus Olmütz. Dieser mährische Helm des 11. Jhdt. ist einer der fünf erhaltenen originalen Nasalhelme des Hochmittelalters.

## Der Nasalhelm

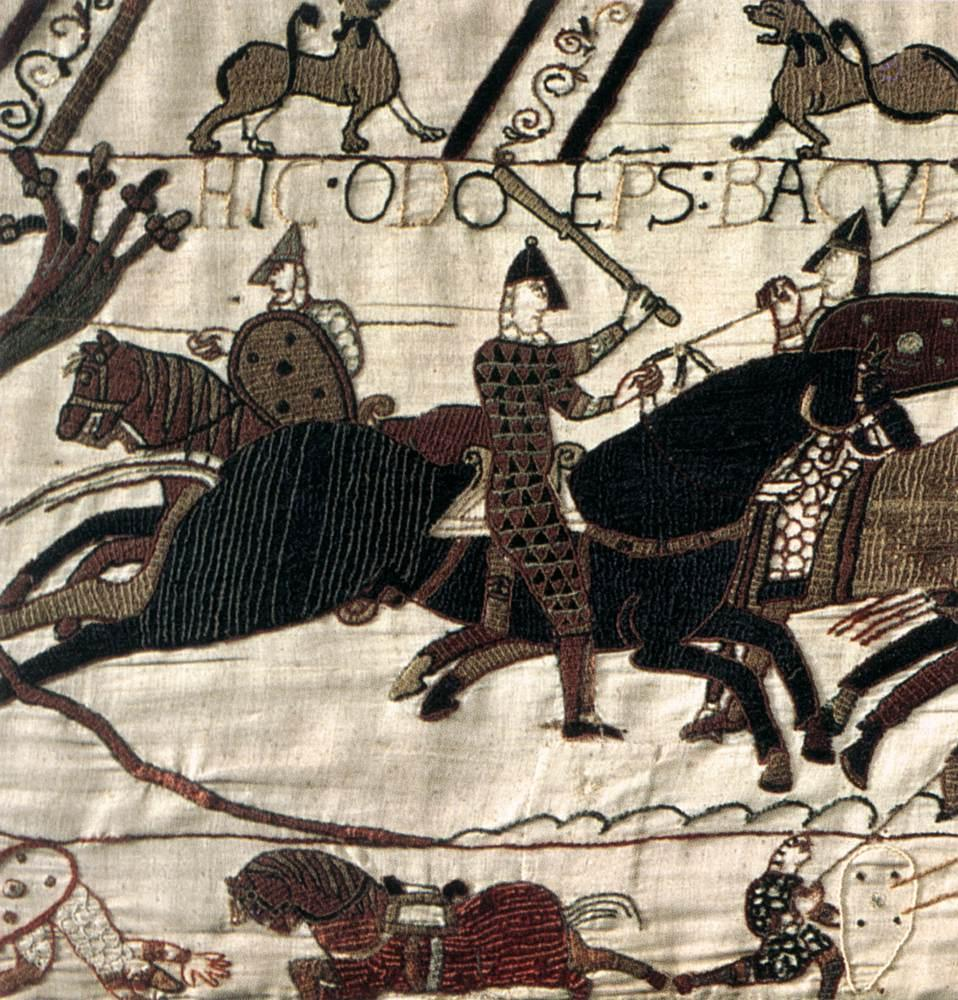
Krieger mit Nasalhelmen auf dem Teppich von Bayeux, teilweise sind Helmspangen angedeutet

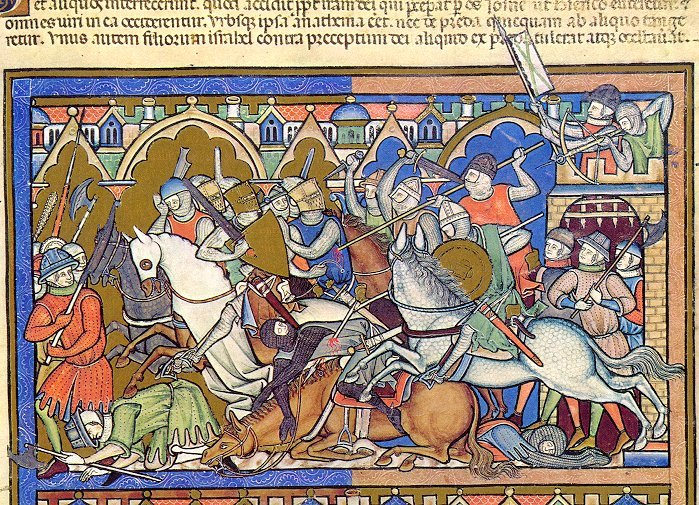
Die klassischen hochmittelalterlichen Helmtypen: Topf- und Nasalhelme, Hirnhauben und Eisenhüte (Maciejowski-Bibel, Frankreich, um 1250)

Der Nasalhelm war ein Eisenhelm des frühen Mittelalters, der über ein Nasenstück (Nasal) verfügte, welches manchmal zum unteren Ende zunehmend breiter wird. Die Helmglocke läuft spitz zu, wodurch der Schutzeffekt erhöht wird. Ab dem 10. Jahrhundert wurde der Nasalhelm, im Gegensatz zum mehrteiligen Spangenhelm und zweiteiligen Bügelhelm, zunehmend nur noch aus einer einzigen Eisenplatte geschmiedet. Unter dem Nasalhelm wurde als zusätzlicher Schutz oft eine Haube aus Kettengeflecht getragen. Der Nasalhelm ist fälschlicherweise auch als Normannenhelm bekannt, obwohl er in ganz Europa verwendet wurde.
Die meisten Nasalhelme wurden in den germanisch und slawisch besiedelten Gebieten Mittel- und Osteuropas gefunden. Die Verbindung mit den Normannen könnte auf die Bekanntheit des Teppichs von Bayeux zurückgehen, auf dem zahlreiche normannische Ritter mit einem Nasalhelm abgebildet sind. Auch die auf dem Teppich abgebildeten Angelsachsen tragen Nasalhelme, was von der Verbreitung des oftmals für ausschließlich normannisch gehaltenen Helmes zeugt. Ein Nasalhelm mit einem besonders breiten Nasenstück konnte die Identität seines Trägers verbergen (siehe z. B. Schlacht bei Hastings), was auch auf dem Teppich von Bayeux angedeutet wird.
Im 13. Jahrhundert wurde der Topfhelm zum bevorzugten Kopfschutz des kämpfenden west- und mitteleuropäischen Adels, doch wurde der Nasalhelm erst gegen Ende desselben Jahrhunderts vollständig von anderen Helmarten verdrängt.
Ähnlich wie die jüngeren Topf- und Kübelhelme waren auch viele Nasalhelme ursprünglich  heraldisch bemalt oder trugen eine Helmzier. Eine Miniatur im Liber ad honorem Augusti sive de rebus Siculis des Petrus de Ebulo (1195/97, Bern, Burgerbibliothek) deutet darauf hin, dass Kreuzfahrer sich durch eine entsprechende Helmbemalung auswiesen.
Einige der wenigen erhaltenen Originalhelme werden am unteren Rand durch Lochungen unterbrochen, die in der Literatur gelegentlich als „Nietlochungen“ interpretiert werden. Tatsächlich dürfte es sich hier um Bohrungen zur Befestigung einer Helmpolsterung handeln, oder in den Löchern wurde ein Ringpanzergeflecht als Halsschutz eingehängt. Solche „Halsbergen“ scheinen ab dem frühen 12. Jahrhundert verwendet worden zu sein. Jüngere Nasalhelme tragen dementsprechend auch meist einen kleinen Haken am Ende des Naseneisens. Die Halsberge konnte so hochgezogen werden und schützte nun auch die untere Kopfhälfte, machte ihren Träger aber weitgehend unkenntlich. Diese „Vollverkleidung“ des Kopfes führte schließlich zur Entwicklung der Topf- und Kübelhelme des Hochmittelalters.

## Der Helm des Heiligen Wenzel

Der Helm des hl. Wenzel im Prager Domschatz

Der wohl bekannteste erhaltene „Nasalhelm“ ist der sog. Wenzelshelm im Prager Domschatz. Das Exemplar besteht allerdings aus einer jüngeren Eisenkalotte (wohl 10. Jahrhundert) und einem älteren frühmittelalterlichen, kreuzförmigen Nasenstück. Der Helm wäre in dieser Form nicht im Kampf einsetzbar gewesen. Es handelt sich offenbar um einen reinen Repräsentationshelm, dessen mit Silberblech beschlagenes und reich verziertes Nasal wohl aus dem skandinavischen Raum stammen dürfte. Möglicherweise wurde der Helm auch speziell als Reliquie zur Verehrung des hl. Wenzel von Böhmen angefertigt, also tatsächlich niemals vom Přemyslidenfürsten getragen.

## Erhaltene Originalhelme
Die genaue zeitliche Einordnung der fünf erhaltenen Originalexemplare ist schwierig. Sie werden meist grob ins 11./12. Jahrhundert datiert. Die etwas ältere Helmform zeigt noch keinen Haken am Nasaleisen, dürfte also bis zum Ende des 11. Jahrhunderts hergestellt worden sein. Der Helm des Heiligen Wenzel in Prag ist im wissenschaftlichen Sinn nicht als „echter“ Nasalhelm einzuordnen.
- Nasalhelm aus der Maas (Niederlande). (Mainz, Römisch-Germanisches Zentralmuseum, Inv.Nr. 0.39806). - Der Helm besitzt keinen Nasalhaken, dafür jedoch am Scheitel einen Stift mit herzförmiger Öse zur Befestigung einer Helmzier.
- Nasalhelm aus Olmütz (Tschechien). (Wien, Hofjagd- und Rüstkammer, Inv.Nr. HJRK A 41)
- Nasalhelm aus dem Lednicki-See (Polen). (Lednogóra, Muzeum Pierwszych Piastów na Lednicy, Inv.Nr. MPP 3/240/61/59)
- Nasalhelm aus Augsburg (Augsburg. Römisches Museum). Sehr gut erhaltenes Exemplar mit dreieckigem Nasal und Haken
- Nasalhelm (Bodenfund). Leobendorf (Niederösterreich), Burg Kreuzenstein

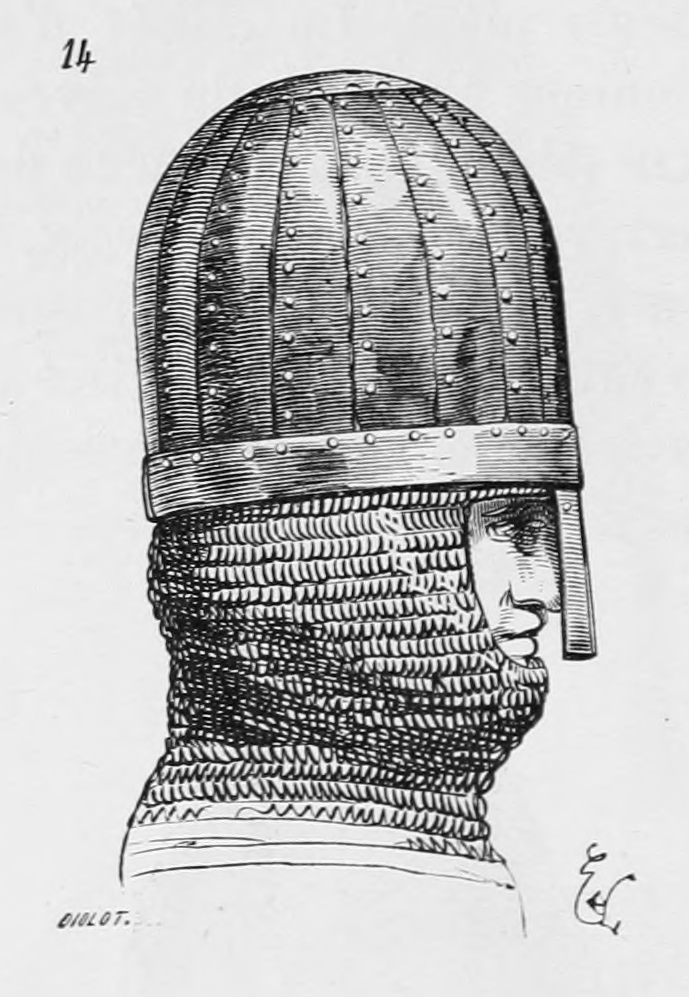
Nasalhelm mit runder Kalotte, zweite Hälfte des 12. Jahrhunderts